# Deutschfeistritz
Deutschfeistritz är en ort och kommun i Österrike. Den ligger i distriktet Graz-Umgebung i förbundslandet Steiermark.
Den nuvarande kommunen bildades 2015 vid en kommunreform i Steiermark genom en sammanslagning av kommunerna Deutschfeistritz och Großstübing.
Den består av nio orter (Ortschaften) (inom parentes invånarantal 1 januari 2024):

- Arzwaldgraben (37)
- Deutschfeistritz (2 442)
- Großstübing (351)
- Himberg (37)
- Kleinstübing (783)
- Königgraben (174)
- Prenning (317)
- Stübinggraben (103)
- Waldstein (220)

Orten Deutschfeistritz ligger vid floden Mur. På andra sidan floden ligger Peggau.